# Michèle Flournoy
Michèle Angélique Flournoy, née le 14 décembre 1960 à Los Angeles, est une femme politique américaine. Elle est sous-secrétaire à la politique de Défense des États-Unis du 9 février 2009 au 8 février 2012. Lors de sa prise de fonction, elle est la femme la plus haut placée dans l'appareil de la Défense dans l'histoire du Pentagone.

## Biographie

### Jeunesse et formation
Michèle Flournoy naît à Los Angeles. Son père, vétéran de la Seconde Guerre mondiale, travaille aux Paramount Studios d'Hollywood. Sa mère a mené une carrière d'actrice et de chanteuse avant son mariage. Les parents de Michèle Flournoy divorcent durant son enfance, puis son père meurt alors qu'elle est âgée de 14 ans. 
Sa mère subvient aux besoins de la famille et prend un appartement à proximité du district scolaire de Beverly Hills, dont les écoles sont réputées. Michèle Flournoy est scolarisée à la Beverly Hills High School. Elle effectue une année d'échange en Belgique en école secondaire, durant laquelle elle apprend le français.
Elle entre à l'université Harvard et envisage de devenir journaliste. La jeune femme a l'occasion de travailler pour le magazine Time pendant ses congés. Elle effectue un stage en France.
Après l'obtention de son diplôme, elle étudie les relations internationales au Balliol College de l'université d'Oxford. Michèle Flournoy devient analyste senior pour l'Arms Control Association (en) et étudie les politiques en matière d'armes nucléaires à la John F. Kennedy School of Government, une école d'affaires publiques de l'université Harvard.

### Carrière
Au cours des années 1990, sous la présidence de Bill Clinton, Michèle Flournoy entre au département de la Défense. Elle enseigne à l'Institute for National Strategic Studies (INSS) de la National Defense University (NDU), puis devient conseiller principal (« senior adviser ») au Center for Strategic and International Studies (CSIS). En 2007, elle fonde avec Kurt M. Campbell le think tank Center for a New American Security (en) (CNAS) et en assure la présidence jusqu'en 2009. Michèle Flournoy et Kurt Campbell sont les auteurs d'un document d'orientation intitulé The Inheritance and the Way Forward. Flournoy est démocrate. Elle est considérée comme une « pragmatique », qui préconise un emploi « raisonné » des forces armées,,.
De février 2009 à février 2012, sous la présidence de Barack Obama, Michèle Flournoy exerce la fonction de sous-secrétaire à la politique de Défense (« Under Secretary of Defense for Policy », ou USDP), devenant la femme ayant atteint le niveau de responsabilités le plus élevé dans l'histoire du Pentagone. Elle fait figure de « chef de file » pour une nouvelle génération de femmes exerçant de hautes responsabilités au département de la Défense. Elle travaille avec Robert Gates, le secrétaire à la Défense désigné en 2006, puis avec son successeur Leon Panetta, nommé en 2011.
Très interventionniste sur les questions de politique extérieure, elle se prononce lors de son passage au gouvernement pour de fortes hausses des dépenses militaires. Elle présente par ailleurs un profil bipartisan, ce qui a conduit Donald Trump à envisager de la nommer adjointe de son secrétaire à la Défense James Mattis.
Elle est cofondatrice en 2018, avec Antony Blinken, de la firme de conseil aux entreprises WestExec Advisors. Ses clients appartiennent au complexe militaro-industriel.